# Deep Cuts, Volume 1 (1973–1976)
Deep Cuts, Volume 1 (1973–1976) är ett samlingsalbum av det brittiska rockbandet Queen, utgivet 2011. Albumet innehåller låtar som gavs ut mellan åren 1973 och 1976.

## Låtlista
| Nr  | Titel                              | Kompositör                        | Längd |
| --- | ---------------------------------- | --------------------------------- | ----- |
| 1.  | Ogre Battle                        | Freddie Mercury                   | 4:14  |
| 2.  | Stone Cold Crazy                   | May, Mercury, Taylor, John Deacon | 2:13  |
| 3.  | My Fairy King                      | Freddie Mercury                   | 4:08  |
| 4.  | I'm in Love with My Car            | Roger Taylor                      | 3:05  |
| 5.  | Keep Yourself Alive                | Brian May                         | 3:46  |
| 6.  | Long Away                          | May                               | 3:33  |
| 7.  | The Millionaire Waltz              | Mercury                           | 4:54  |
| 8.  | '39                                | May                               | 3:30  |
| 9.  | Tenement Funster                   | Taylor                            | 2:46  |
| 10. | Flick of the Wrist                 | Mercury                           | 3:17  |
| 11. | Lily of the Valley                 | Mercury                           | 1:45  |
| 12. | Good Company                       | May                               | 3:23  |
| 13. | The March of the Black Queen       | Mercury                           | 6:38  |
| 14. | In The Lap of the Gods...Revisited | Mercury                           | 3:46  |